# Traumsequenz (Album)
Traumsequenz ist das erste Studioalbum des Moritz Stahl Quintetts. Die im Mai 2023 im Kyberg Studio in Oberhaching entstandenen Aufnahmen erschienen am 22. März 2024 auf Unit Records.

## Hintergrund
Für sein Debütalbum Traumsequenz  stellte der Saxophonist Moritz Stahl 2022 eine Band mit seinem langjährigen Freund und musikalischen Begleiter, dem Gitarristen Philipp Schiepek zusammen: Schlagzeuger Leif Berger kam aus Köln, Pianist Julius Windisch aus Berlin und Bassist Lorenz Heigenhuber (ein alter Münchner Bekannter) aus Leipzig. Im September 2022 probierten sie das Material im Münchner Jazzclub Unterfahrt aus. Nach dem Erfolg dieser Konzerte traf sich die Gruppe erst im Mai 2023 im Kyberg-Studio wieder, um ein gemeinsames Album aufzunehmen.
Fünf frei improvisierte „Episoden“ und die fünfteilige „Traumsequenz“ sind um Stahls längere Kompositionen verstreut; dabei wurden die improvisierten Episoden  aus verworfenen Aufnahmen des Titels „Procrastination Episode“ entnommen.
Die Cover-Art stammt von Niklaus Troxler.

## Titelliste
- Moritz Stahl Quintett: Traumsequenz (Unit Records UTR515)[3]

1. Introducing 2:07
2. Procrastination Episode 6:19
3. Episode 1 1:23
4. Salzwiesen 6:58
5. Traumsequenz I Lenticular Labyrinth 3:53
6. Episode 2 1:13
7. The Ominous 5:08
8. Traumsequenz II Glassharp Callada 3:22
9. Traumsequenz III Deiwner 4:44
10. Traumsequenz IV Iridescent Cyan 6:01
11. Episode 3 1:11
12. Oliviers Pensive 6:06
13. Episode 4 1:01
14. Traumsequenz V Lux Cache 4:28#
15. Episode 5 1:35
16. Lonk 5:16
17. Aiglatson 4:17

Die Kompositionen stammen von Moritz Stahl.

## Rezeption

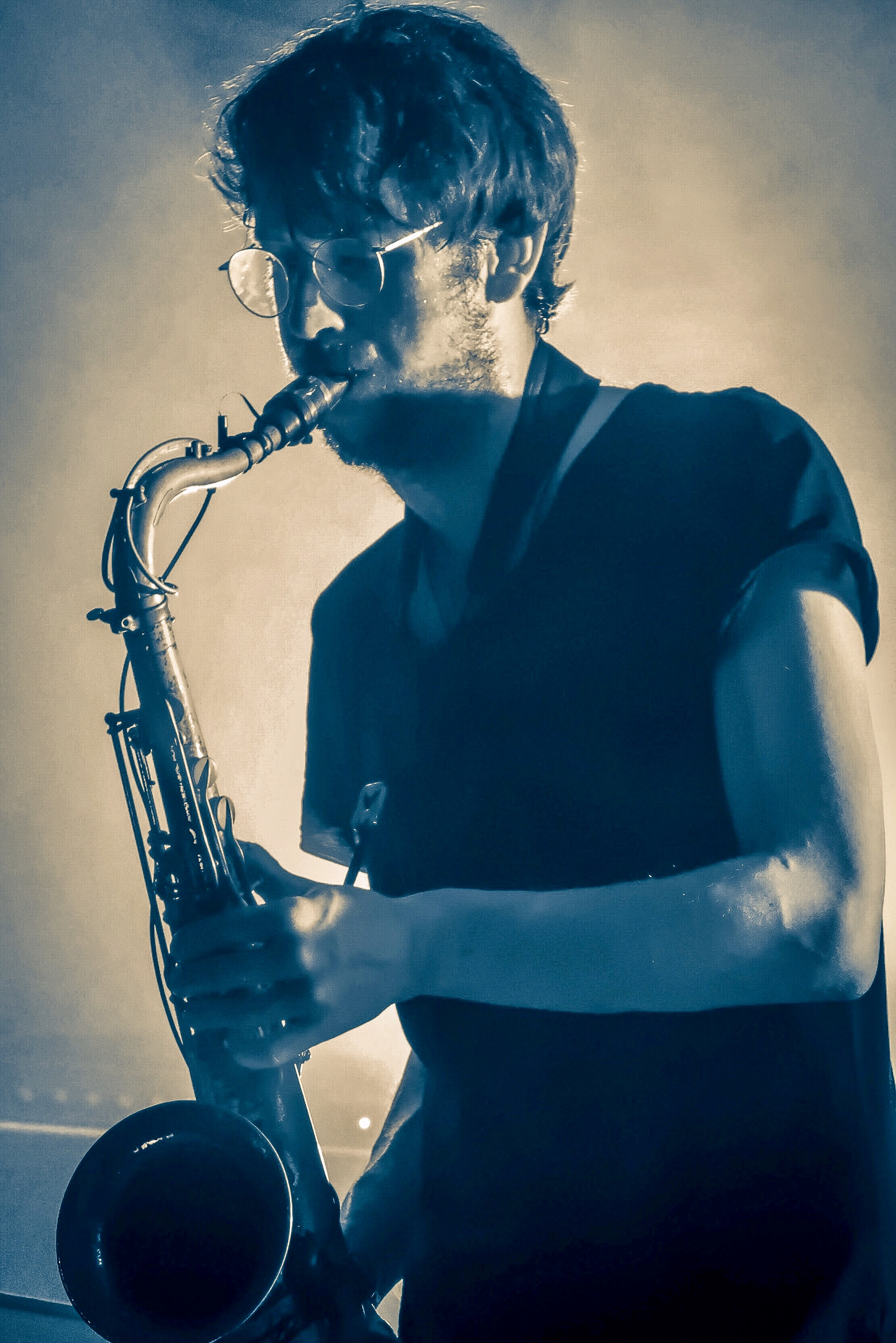

Traumsequenz sei ein Album voller Selbstvertrauen und erfreulich frei von Klischees, schrieb Frank Graham (London Jazz News).  Im Zentrum der Gruppendynamik stehe der ständige Push-Pull zwischen Musikern und Material, wobei Stahls sehr offene Strukturen jedem Musiker großzügigen Raum zum Atmen geben. Die 17 Tracks seien sorgfältig sequenziert und verharrten nie zu lange an einem Ort, sondern bewegten sich in einem sehr natürlichen Fluss. Von den ersten Takten von „Introducing“ an werde man in einen einladenden Raum hineingezogen, wobei Stahls mehrteilige Stücke gleichzeitig an die Kantigkeit von Paul Motian und die dunklen, geschwungenen Bewegungen von Wayne Shorter erinnern würden. Sein kraftvolles Tenor-Solo in „Procrastination Episode“ erinnere vorübergehend an Gary Thomas, aber im Großen und Ganzen sei es schwierig, offensichtliche Einflüsse in seinem Spiel zu erkennen, die über Shorter hinausgehen.
Moritz Stahl würde besonders in den fünf Titelstücken viel assoziieren, und die Grenzen von Harmonie, Polyrhythmik, Raum und Zeit austesten, schrieb Oliver Hochkeppel (Süddeutsche Zeitung). Dabei sei eine freiere Musik entstanden als bei seinen bisherigen Projekten, etwa bei der Jazzrausch Bigband. Es gehe aber auf dem Album auch gepflegter zu wie beim lyrischen „Olivers Pensive“ oder dem fast schon parodistisch swing-boppendem „Aiglatson“.